# Belle Vichyssoise
'Belle Vichyssoise' est un cultivar de rosier grimpant obtenu en 1897 par Louis Lévêque fils. Son nom fait référence à la ville de Vichy où Louis Lévêque se rendait en cure thermale.

## Description
Ce rosier vigoureux et florifère présente des bouquets de fleurs rose pâle aux nuances lilacées, évoluant vers le blanc crémeux au fur et à mesure. Elles sont moyennes et en forme de pompons en coupe (17 à 25 pétales) non pleine. Elles exhalent un léger parfum. La floraison est remontante. Son buisson aux rameaux presque inermes peut s'élever de 300 cm à 500 cm. C'est donc une variété parfaite pour arches et pergolas.
Sa zone de rusticité est de 6b à 9b. Il s'agit donc d'une variété vigoureuse.
D'après les recherches effectuées à la roseraie du Val-de-Marne de L'Haÿ-les-Roses, l'affirmation selon laquelle ce rosier serait identique à la variété 'Cornélie', obtenue en 1858 par Moreau et Robert, n'est pas exacte ; cette variété étant proche, mais aux fleurs rose très vif. Ces deux cultivars ne sont pas synonymes, malgré le fait que cela soit parfois mentionné dans la littérature concernant la culture des roses.